# Garra de águia
A Garra de águia (chinês: 鷹爪派; pinyin: yīng zhǎo pài; escola da garra de águia) é um estilo de artes marciais chinesas conhecido por suas técnicas de agarre, sistema de imobilizações, quedas e golpes em pontos de pressão, representando o grappling chinês conhecido como Chin-Na. O estilo é normalmente atribuído ao famoso General patriota da dinastia Song, Yue Fei. Lendas populares afirmam que ele aprendeu artes marciais com um monge de Wudang chamado Zhou Tong e, mais tarde, criou a Garra da Águia para ajudar seus exércitos a combater as forças invasoras da dinastia Jin. Foi transmitido até a dinastia Ming. Assim, o estilo incorporou golpes de longo alcance e saltos aéreos. Durante a dinastia Qing, o instrutor militar Liu Shi Jun ficou conhecido como o progenitor moderno da garra de Águia e ensinou muitos alunos. Seu aluno Liu Cheng You, posteriormente, ensinou Chen Zizheng, que foi convidado a ensinar o estilo na prestigiada Associação Atlética Chin Woo durante a era Republicana. O estilo se espalhou quando a Chin Woo abriu escolas irmãs em outras províncias. Hoje, é praticado ao redor do mundo.

## Yue Fei (Ngok Fei)
A criação do método Garra de Águia de Kung Fu é normalmente atribuída ao General Yue Fei (1103-1141), que viveu em uma época de conflito entre a Dinastia Song do Sul e as tribos Jurchen da dinastia Jin. Apesar de ser alfabetizado, o jovem Yue Fei escolheu o caminho militar porque nunca houve qualquer tradição de serviço civil confucionista completo em sua história familiar. [1] No entanto, a família Yue era pobre demais para pagar aulas militares para seu filho, então o avô materno do menino, Yao Dewang, contratou Chen Guang (陈 广) para ensinar o menino de 11 anos a manejar a lança chinesa. Então, um cavaleiro errante local chamado Zhou Tong (周 同) foi trazido para continuar o treinamento militar de Yue no arco e flecha depois que ele rapidamente dominou a lança aos treze anos. [2] [3] [4] Nenhuma das biografias de Yue Fei menciona que ele aprendeu boxe quando criança, mas o pesquisador marcial Stanley Henning afirma que "[Yue] quase certamente praticava alguma forma de luta com as mãos nuas como base básica para o uso de armas." [5] não se arrisque a adivinhar se algum de seus professores ou outra pessoa lhe ensinou boxe. Apesar disso, muitos mestres das artes marciais dos dias modernos atribuíram a Zhou Tong esta posição. Por exemplo, o Mestre Yang Jwingming afirma que Zhou foi um estudioso que treinou no famoso templo Shaolin e mais tarde ensinou a Yue outras habilidades além do arco e flecha, como várias formas de artes marciais internas e externas. Yang acredita que isso mais tarde levou Yue Fei à criação do Garra de Águia e Xingyi, outro estilo associado ao general. [6] A história que Yang apresenta não menciona o jogador de lança Chen Guang e erroneamente coloca Zhou como o único professor de Yue. [6] O proponente do Eagle Claw, Leung Shum, também faz isso e chega a afirmar que Zhou era um monge Shaolin completo que treinou Yue Fei dentro do próprio templo. [7] Leung acredita que Zhou lhe ensinou o "Estilo do Elefante", que mais tarde o general expandiu para criar as '108 Técnicas de Trava de Mãos' ou Ying Shou (鹰手, Mão de Águia)." [8] Não há evidências de que Zhou tenha sido associado ao Templo Shaolin, embora. [9] As biografias do general também silenciam sobre ele criando seus próprios estilos. [10] [11] O historiador Meir Shahar observa a menção de Yue no segundo prefácio do Clássico da Mudança de Tendência (1624) é o que "estimulou uma onda de alusões ao herói patriótico na literatura militar posterior". Ele continua, "No século XVIII, Yue Fei foi creditado com as invenções de Xingyi Quan, e no século XIX o 'Brocado de Oito Seção' e técnicas de arma foram atribuídas a ele também." [12] As Dez Compilações sobre Cultivando Perfeição (Xiuzhen shi-shu) (c. 1300) atribui a criação do Brocado da Oitava Seção a dois dos Oito Imortais, a saber, Zhongli Quan e Lü Dongbin. [13]

## Características
As técnicas, como de costume nas artes marciais chinesas, inspiram-se nos elementos da natureza e animais. Garra de águia do norte utiliza-se de golpes rápidos fortes e precisos, porém maleáveis e suaves. Há diversas técnicas envolvendo torções e quebramentos, chaves e agarramentos em pontos de pressão e imobilização das articulações, usando-se na maioria das vezes as falanges, simulando a garra de uma águia no momento que ataca sua presa. Chutes, chutes aéreos, quedas, cotoveladas, joelhadas, cabeçadas também fazem parte da extensa lista de técnicas e muitas outras mais. Este é um estilo que explora cada parte do corpo de cada praticante, levando-o ao limite e o forçando a superá-lo.

## História
O Kung Fu Garra de Águia foi criado na dinastia Sung. Esta popularidade, entretanto, só veio na dinastia Ming. O desenvolvimento histórico do kung-fu Garra de Águia é a seguinte: Um monge chamado Lai Chun, que foi um famoso praticante do estilo Fan Tsi (estilo acrobático),desenvolvera um interesse nas técnicas de Garra de Águia, por serem muito úteis e eficientes. Ele dedicou uma grande parte de sua vida treinando e improvisando as técnicas Fan Tsi e Garra de Águia que ele incorporou em uma nova série de técnicas de luta em um sistema único passando chamar-se, "Ien Jiao Fan Tsi (Garra de Águia Acrobático)".
Essas técnicas foram então passadas para um monge chamado Tao Chaig que passou para um monge chamado Fat Sing. Até esse período essas série de técnicas foi somente ensinada para monges budistas e então, essas técnicas não foram conhecidas por muitas pessoas. No final da Dinastia Qing, um homem chamado Lau Si Chun, de Huibei herdou essa técnicas de luta de Fat Sing. Lau Si Chun passou 30 anos praticando. Ele tornou-se famoso em Beijing por causa de seu conhecimento e habilidade em "Shaolin Fan Tsi Ien Jiao" (Shaolin Garra de Águia Acrobático). Lau Si Chun também se especializou na técnica do "Daí Gong Gee" (bastão longo), por causa de sua performance notável nas velhas competições de kung-fu. Alguns anos mais tarde, ele passou toda sua técnica para seu sobrinho Lau Sing Yau. Lau Sing Yau então passou esse conhecimento para seu terceiro filho Lau Kai Man e seu sobrinho Chan Tsi Cheng. Lau Kan Man passou o kung-fu Garra de Águia para seu sobrinho Lau Fat Mang (7ª Geração dos Grãos Mestres).

### Principais movimentos
Essa série de técnicas de luta é na maior parte composta do seguinte:
| Nome     | Descrição                                 |
| -------- | ----------------------------------------- |
| JAU      | Agarrar                                   |
| DA       | Golpear                                   |
| KUM      | Pegar                                     |
| NA       | Estrangular                               |
| FAN GUN  | Separar Tendões                           |
| CHO GWAT | Deslocar as Articulações                  |
| DIM YUET | Atingir Precisamente os Pontos de Pressão |
| BAAI HEY | Parar de Respirar                         |
| SIM GIN  | Esquivar                                  |
| TUN NOH  | Saltos e Usar a força do adversário       |

O Garra de Águia tradicional é baseado em 3 formas fundamentais:
- Hahng Kuen Sahp Lo (as 10 Seções do punho dominante);
- Lin Kuen Ng Sahp (50 seções de punho combinado);
- e 108 Chin-Na (técnicas de chaves de juntas).

Todas as técnicas são muito eficientes.

### Graduação
| Número | Cor da Faixa Lily Law Eagle Claw Kung Fu Federation, International |  |
| ------ | ------------------------------------------------------------------ |  |
| 1      | Branca 3 meses de treino = 92 horas aula                           |  |
| 2      | 'Amarela 3 meses de treino = 92 horas aula                         |  |
| 3      | 'Verde 6 meses de treino = 184 horas aula                          |  |
| 4      | Vermelha 6 meses de treino = 184 horas aula'                       |  |
| 5      | Azul 6 meses de treino = 184 horas aula'                           |  |
| 6      | Roxa 1 ano de treino = 368 horas aula'                             |  |
| 7      | Marrom 1 ano de treino = 368 horas aula'                           |  |
| 8      | Preta                                                              |  |
| 9      | Preta 1º Duen                                                      |  |
| 10     | Preta 2º Duen                                                      |  |
| 11     | Preta 3º Duen                                                      |  |
| 12     | Preta 4º Duen                                                      |  |
| 13     | Preta 5º Duen                                                      |  |

No entanto não são todas as escolas que seguem o mesmo sistema de faixas. O sistema de faixas servem apenas para a orientação interna dos estudantes. Diferentes escolas possuem diferentes sistemas de graduação.